# Coupe d'Algérie de basket-ball 2011-2012
Navigation
Coupe d'Algérie 2010-2011 Coupe d'Algérie 2012-2013
La Coupe d'Algérie 2011-2012 est la 41e édition de la Coupe d'Algérie de basket-ball, compétition à élimination directe mettant aux prises des clubs de basket-ball amateurs et professionnels affiliés à la fédération algérienne de basket-ball.
Le tenant du titre est l'GS Pétroliers, vainqueur durant la saison précédente face au CRB Dar Beida.

## Résultats

### Seizièmes de finale
| Date            | Équipe à domicile   | Équipe à l'extérieur   | Score  | Lieu                         |
| --------------- | ------------------- | ---------------------- | ------ | ---------------------------- |
| 25 février 2012 | CSMBO Ouargla       | USM Sétif              | 51-48  | Biskra                       |
| 26 février 2012 | ES Belouizdad       | USM Alger              | 68-87  | salle omnisports de Staouéli |
| 26 février 2012 | NA Hussein Dey      | RAM Alger              | 78-70  | salle omnisports de Staouéli |
| 26 février 2012 | CSC Djisr Kasentina | MS Cherchell           | 60-69  | salle omnisports de Staouéli |
| 26 février 2012 | AFANE Bel-Abbes     | Olympique Batna        | 51-107 | Dar El Beïda                 |
| 26 février 2012 | USMM Hadjout        | IRB Bordj Bou Arreridj | 70-89  | Dar El Beïda                 |
| 26 février 2012 | NB Staoueli         | ASM Blida              | 54-82  | Dar El Beïda                 |
| 26 février 2012 | COBB Oran           | CRB Dar Beida          | 65-86  | Chlef                        |
| 26 février 2012 | CRB Temouchent      | WA Boufarik            | 43-74  | Chlef                        |
| 26 février 2012 | AU Annaba           | AS Blida               | 0-20   | Bordj Bou Arreridj           |
| 26 février 2012 | USM Blida           | AB Skikda              | 48-62  | Bordj Bou Arreridj           |
| 26 février 2012 | CSM Constantine     | O. Médéa               | 90-59  | Bordj Bou Arreridj           |
| 26 février 2012 | OM Bel-Abbes        | EM Tiaret              | 62-47  | Tighenif                     |
| 26 février 2012 | ACB Tighenif        | MOO Ouargla            | 20-0   | Médéa                        |
| 26 février 2012 | CRM Birkhadem       | ASPTT Oran             | 20-0   |                              |

### Huitièmes de finale
| Date         | Équipe à domicile | Équipe à l'extérieur   | Score | Lieu                         |
| ------------ | ----------------- | ---------------------- | ----- | ---------------------------- |
| 5 juin 2012  | GS Pétroliers     | WA Boufarik            | 72-61 | salle omnisports de Staouéli |
| 30 mars 2012 | MS Cherchell      | AB Skikda              | 67-80 |                              |
| 30 mars 2012 | Olympique Batna   | IRB Bordj Bou Arreridj | 74-55 |                              |
| 30 mars 2012 | ASM Blida         | CSMBO Ouargla          | 20-0  |                              |
| 31 mars 2012 | ACB Tighenif      | USM Alger              | 37-79 | Miliana                      |
| 31 mars 2012 | AS Blida          | CRM Birkhadem          | 63-77 | Alger                        |
| 31 mars 2012 | OM Bel-Abbes      | CSM Constantine        | 57-67 | Alger                        |
| 31 mars 2012 | NA Hussein Dey    | CRB Dar Beida          | 60-72 | Blida                        |

### Quarts de finale
| Date        | Équipe à domicile | Équipe à l'extérieur | Score | Lieu                         |
| ----------- | ----------------- | -------------------- | ----- | ---------------------------- |
| 9 juin 2012 | CRB Dar Beida     | ASM Blida            | -     | Tipasa                       |
| 8 juin 2012 | GS Pétroliers     | USM Alger            | -     | salle omnisports de Staouéli |
| 9 juin 2012 | CSM Constantine   | CRM Birkhadem        | -     | Jijel                        |
| 9 juin 2012 | AB Skikda         | Olympique Batna      | -     | Jijel                        |

### Demi-finales
| Date           | Équipe à domicile | Équipe à l'extérieur | Score | Lieu               |
| -------------- | ----------------- | -------------------- | ----- | ------------------ |
| 2 juillet 2012 | GS Pétroliers     | AB Skikda            | -     | Bordj Bou Arreridj |
| 2 juillet 2012 | CRB Dar Beida     | CSM Constantine      | -     | Bordj Bou Arreridj |

### finale
| Date           | Vainqueur     | Finaliste     | Score | Lieu                |
| -------------- | ------------- | ------------- | ----- | ------------------- |
| 6 juillet 2012 | GS Pétroliers | CRB Dar Beida | 89-67 | Salle Harcha Hassan |